# Latinovits Pál
Borsódi és katymári Latinovits Pál (Bácsborsód, 1856. október 9. – Budapest, 1914. november 28.) Bács-Bodrog vármegye és Zombor főispánja, országgyűlési képviselő, főszerkesztő.

## Életútja
Latinovits Illés (1820-1886) nagybirtokos és Lantinovits Judit (1824–1897) fia. A gimnáziumot Baján végezte, azután egyéves önkéntes lett az 5-ik huszárezredben; a tiszti rang elnyerése után, két évig Bécsben, majd Budapesten hallgatta az egyetemet, melynek végeztével (1881) szerepet vállalt Bács-Bodrog vármegye közéletében. 1886-ban közgazdasági előadó lett és jelentései és gazdasági cikkei a vármegyei lapokban, úgyszintén a Földmívelésügyi Értesítőben jelentek meg. 1896-ban a regőczi kerület országgyűlési képviselővé választotta és 1900-ban másodszor is őt küldte a kerület a házba. Beszédei a földmívelésügyi és belügyi költségvetések alkalmával a delegációban tűntek ki. 1901-ben Bács-Bodrog vármegye főispánjává nevezte ki a király, mely méltóságát 1906-ig viselte. A Bácsmegyei agrártakarékpénztár, a Bajai takarékpénztár és a Zentai és csajkás takarékpénztár elnökévé választotta; ugyancsak elnöke volt a Bácsmegyei Gazdasági Egyesületnek. Lapvezére volt a Bácsmegye c. hírlapnak, melynek hasábjain számtalan cikke jelent meg, vezércikk és tárca alakjában.